# Tulipa dasystemon
Tulipa dasystemon är en liljeväxtart som först beskrevs av Eduard August von Regel, och fick sitt nu gällande namn av Eduard August von Regel. Tulipa dasystemon ingår i släktet tulpaner, och familjen liljeväxter. Inga underarter finns listade.

## Bildgalleri

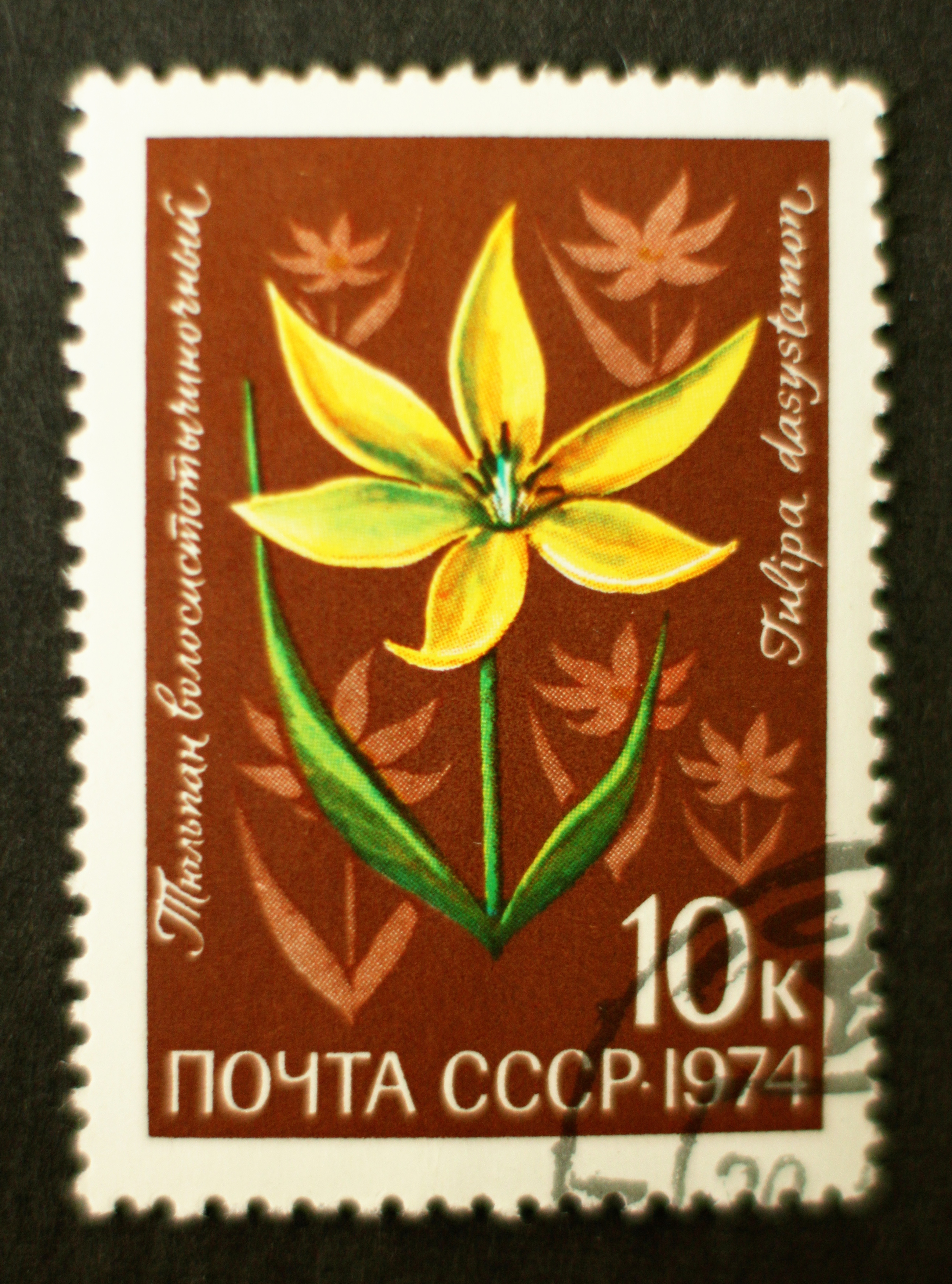
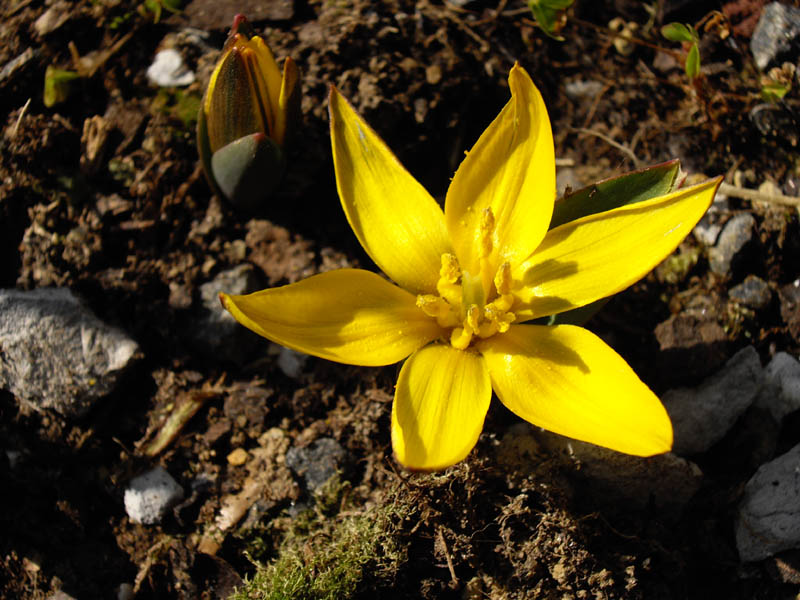